# Sammies

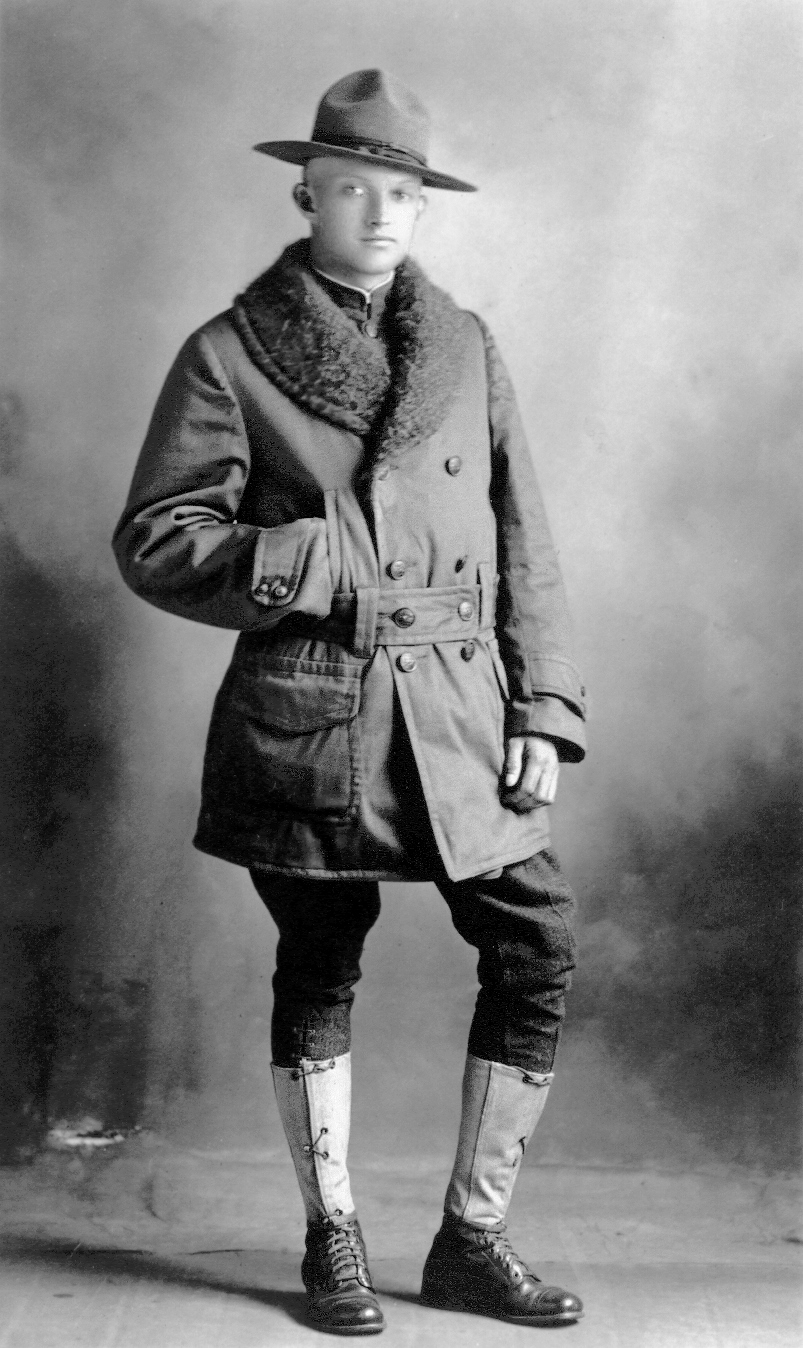
Un soldat américain de la Première Guerre mondiale (on les appelle alors doughboys ou sammies en France) en 1918.

Les soldats des forces armées des États-Unis présents en France à la fin de la Première Guerre mondiale sont appelés « sammies » par la population française en référence à l'Oncle Sam.

## Américaines
Cinquante Américaines arrivent  en Picardie dirigées par Anne Morgan, philanthrope américaine. Elles vont, entre 1916 et 1923, soulager les populations du Nord et remettre en état les terres agricoles. Elles sont à l'origine de l'action humanitaire. Edith Wharton, crée à Paris ouvroirs et asiles pour les réfugiés belges et héberge 600 orphelins de guerre.